# Roze chocolade

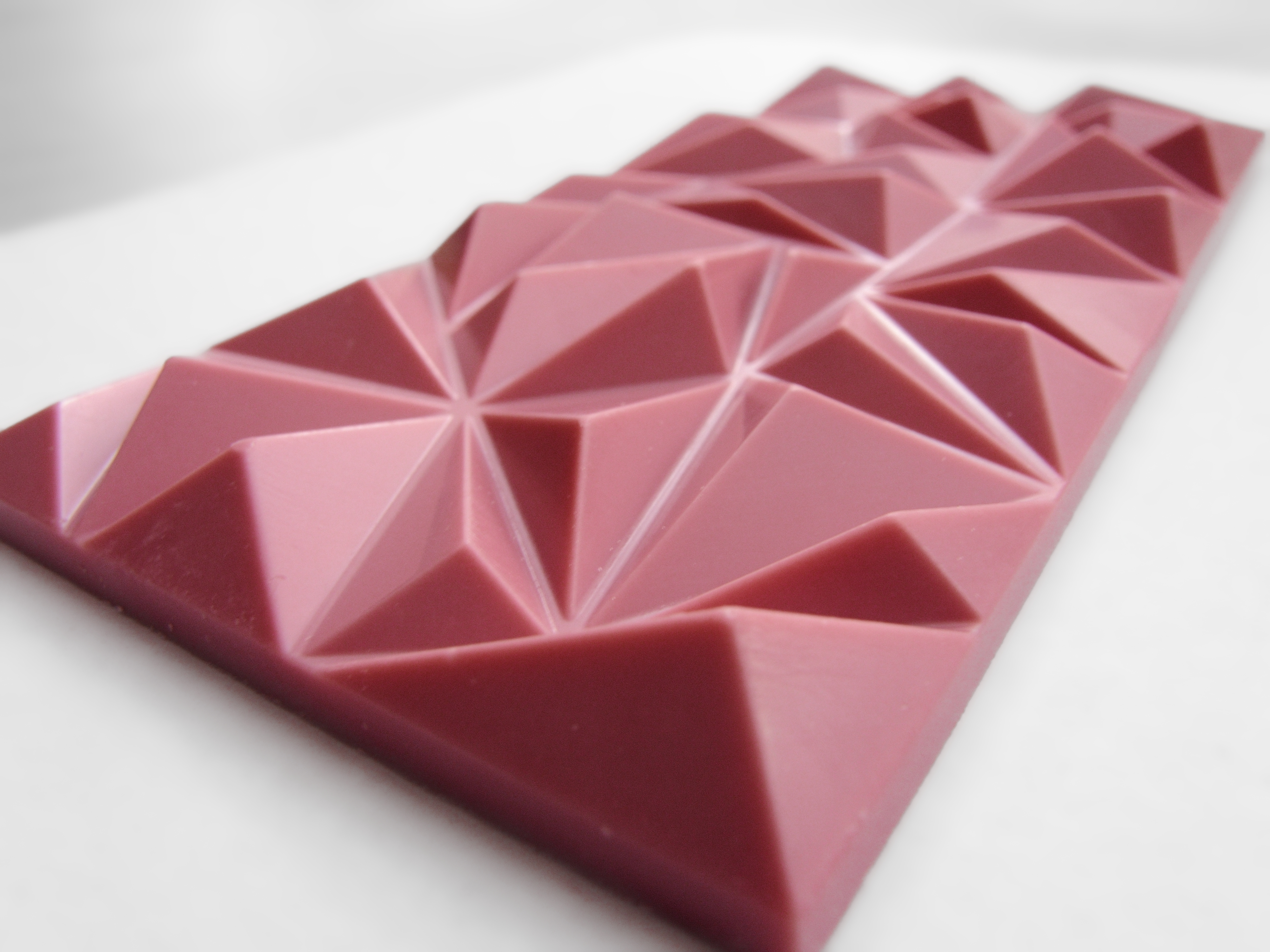
Roze ('ruby') chocolade

Roze chocolade of ruby chocolade is een type chocolade met een roze kleur en een bessensmaak. Zowel de kleur als de smaak zijn afkomstig van de gebruikte cacaobonen en niet van toegevoegde kleur- of smaakstoffen.
Roze chocolade werd in 2017, na dertien jaar productontwikkeling, geïntroduceerd door Barry Callebaut. De chocolade werd ontwikkeld in Frankrijk en in het Oost-Vlaamse Wieze. In januari 2018 bracht Nestlé het eerste product met roze chocolade op de markt in Japan en Zuid-Korea: een roze KitKat-reep. Sinds 24 maart 2018 is het ook in Nederland te koop.
Hoewel de productiemethode van roze chocolade niet bekend is, vermoeden chocoladekenners dat de chocolade gemaakt wordt met (bijna) ongefermenteerde cacaobonen, die van nature een rood-roze kleur kunnen hebben. Barry Callebaut beweert dat er geen genetische manipulatie aan te pas komt. Het is volgens de producent na melkchocolade, pure en witte chocolade de vierde 'natuurlijke soort chocolade'. De cacaobonen komen uit Ivoorkust, Brazilië en Ecuador. De Amerikaanse Food and Drug Administration weigert echter om het product als chocolade te erkennen. Ook vanuit de chocolade-industrie zelf zijn er bedenkingen bij de bewering van 'vierde soort': de kleur zou toch vooral door het verwerkingsproces komen en 'vierde soort' zou een marketing-term zijn die is overgenomen door de media.